# 星展银行（中国）
星展银行（中国）有限公司（简称星展银行（中国）或星展中国；英語：DBS Bank (China) Limited）是一家注册在上海的在华外资银行。星展中国的股东为新加坡星展银行有限公司。其是在中国设立独资法人银行的首家新加坡银行和首批外资银行之一。至2016年，星展中国拥有12家分行和23家支行，分布在上海、北京、深圳、广州、苏州、天津、南宁、西安、青岛、东莞、杭州和重庆。

## 历史

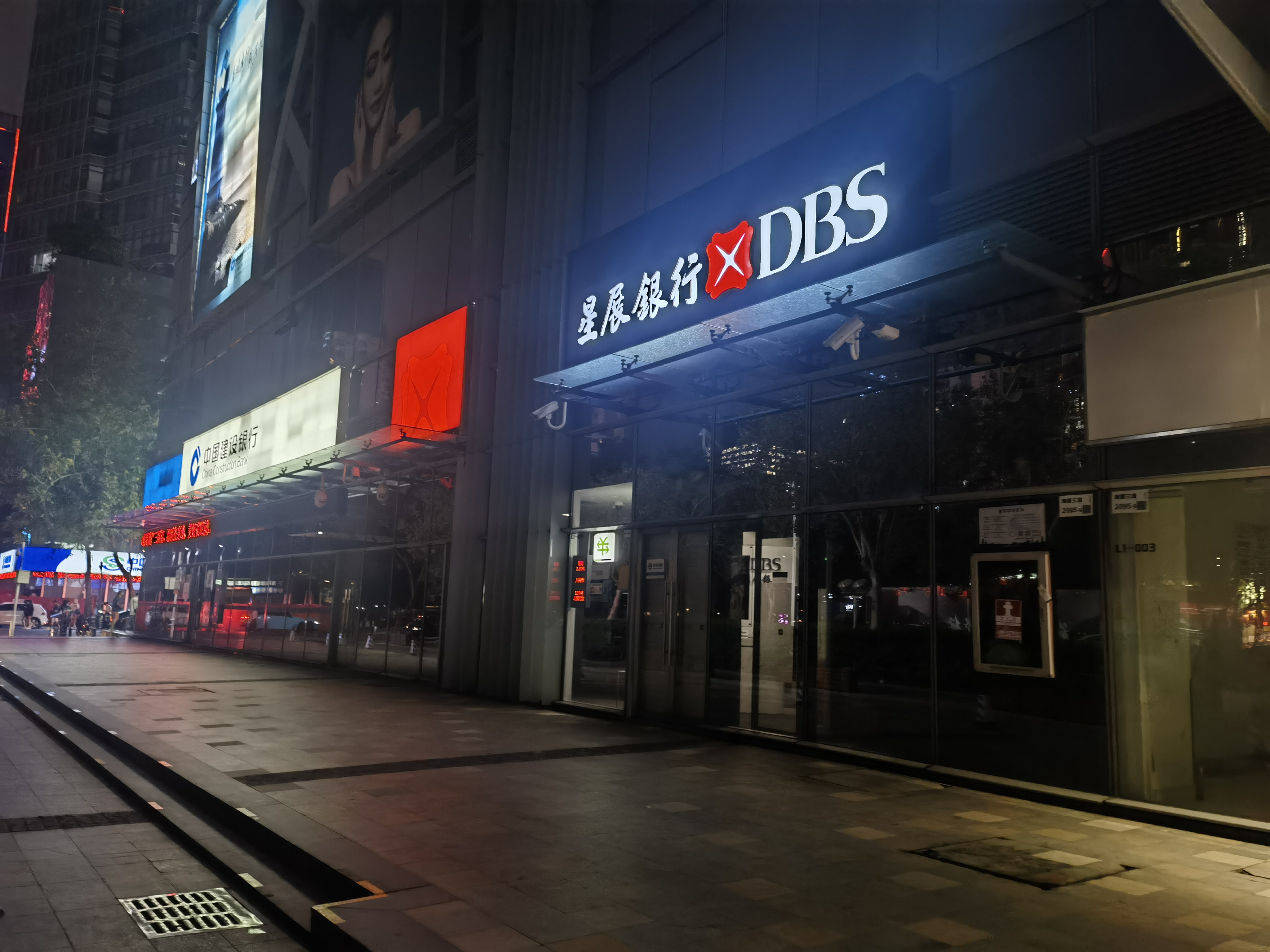
星展银行（中国）深圳南山支行

星展银行于1993年进入中国大陆市场，在北京设立了第一个驻华办事处。在1995年设立了上海分行并在1998年成为首批获准经营人民币业务的外资银行之一。2005年，星展中国深圳分行推出个人银行业务，这是星展银行首次在中国大陆推出个人银行服务。
2007年5月，星展银行（中国）有限公司经中国银监会批准正式开业，注册于上海。2009年7月，星展中国推出人民币借记卡，成为首家在中国境内发卡的新加坡银行。2010年2月，星展银行大厦在上海陆家嘴落成，是在华第一栋以星展命名的大厦。2013年9月29日中国（上海）自由贸易试验区成立后，星展中国成为了首批获准进驻上海自贸区的在华外资银行。